# 佐藤明義
佐藤 明義（さとう あきよし、1992年3月3日 - ）は、北海道砂川市出身の元アマチュア野球選手（投手）、監督。2022年から2023年まで、すながわリバーズの監督を務めた。

## 経歴
小学生時代は砂川スティッカーズで、中学生時代は砂川中学校の野球部で野球をプレー。
砂川高等学校では1年秋から主戦投手としてほとんどの試合で登板。身長166cmと小柄ながら、右腕エースとして活躍した。高校卒業後は上京し、創価大学に進学。東京新大学野球連盟所属の野球部でも投手としてプレー。4年生のときに同部が出場した第62回大学選手権ではベンチ入りするも、同期には石川柊太がおり、同大会での登板の機会は無かった。
大学卒業後は航空自衛隊に入隊し、北海道に戻る。自衛隊内の航空自衛隊千歳硬式野球部で引き続き投手としてプレーした。
2022年よりプロ野球独立リーグ・北海道ベースボールリーグで活動を始めるすながわリバーズの球団代表・斎藤邦宏より熱い要請を受け、4月21日、同球団の初代監督に就任することが発表された。また、5月1日からは商店街・観光振興事業担当の「地域おこし協力隊」として地元・砂川市役所に勤務。土日等の勤務時間外にすながわリバーズの監督として活動する。さらに同年は札幌学生野球連盟所属の札幌学院大学でもコーチを務めていた。2023年もすながわの監督を続投する。
2023年のシーズン最終日となる9月18日に選手登録をおこない、兼任監督となった。監督としては2年連続でリーグ優勝を達成している。
すながわリバーズは2023年シーズンをもって北海道ベースボールリーグを脱退して、そのまま事実上活動を停止した。

## 詳細情報

### 背番号
- 70[4]（2022年 - 2023年）